# Vadim Vasjonkin
Vadim Vasjonkin (* 30. September 1996 in Tallinn) ist ein estnischer Eishockeyspieler, der seit März 2023 für die Peoria Rivermen in der Southern Professional Hockey League spielt.

## Karriere
Vadim Vasjonkin begann seine Karriere als Eishockeyspieler in der Nachwuchsabteilung des HC Unistars Tallinn aus seiner Heimatstadt. Dort spielte er, wie auch später in der Juniorenmannschaften des HK Liepājas Metalurgs in der lettischen U18-Liga. Nachdem er 2012 zwei Spiele für Kohtla-Järve Viru Sputnik in der estnischen U18-Liga absolviert hatte, wechselte er in die Vereinigten Staaten, wo er zunächst zwei Jahre für die Lake Forest Academy spielte und 2014 bester Vorlagengeber der Nachwuchsliga Midwest Prep Hockey League war. Nach einem Jahr bei Detroit Honeybaked spielte er 2015/16 für die Boston jr. Bruins und die Philadelphia Flyers Elite in der Nachwuchsliga United States Premier Hockey League. Seit 2016 spielt er für das Team des Buffalo State Colleges in der Division III der National Collegiate Athletic Association. 2020 wurde er in das Second All-Star-Team der State University of New York Athletic Conference der NCAA-Division III gewählt. Nach seinem Studium kehrte er nach Europa zurück, wo er in kurzer Abfolge für vier Teams aus vier Ländern spielte. 2022 zog es ihn erneut in die Vereinigten Staaten, wo er in wechselnden Mannschaften der Southern Professional Hockey League, seit März 2023 für die Peoria Rivermen, spielt.

### International
Für Estland nahm Vasjonkin im Juniorenbereich in der Division II an den U18-Weltmeisterschaften 2013 und 2014, als er zum besten Spieler seiner Mannschaft gewählt wurde, sowie den U20-Weltmeisterschaften 2014, 2015 und 2016, als er als Topscorer (gemeinsam mit dem Ungarn Vilmos Galló) und zweitbester Torschütze (gemeinsam mit Galló hinter dessen Landsmann Csanád Erdély) erneut als bester estnischer Spieler des Turniers ausgezeichnet wurde, teil.
Für die Herren-Nationalmannschaft spielte Vasjonkin erstmals im Februar 2016 bei der Olympiaqualifikation für die Winterspiele 2018 in Pyeongchang. Im selben Jahr wurde er auch bei der Weltmeisterschaft 2016 in der Division I eingesetzt, in der er auch 2017, 2018, 2019 und 2022 spielte.

## Erfolge und Auszeichnungen
- 2014 Bester Vorbereiter der Midwest Prep Hockey League
- 2014 Aufstieg in die Division II, Gruppe A, bei der U18-Weltmeisterschaft der Division II, Gruppe B
- 2016 Topscorer bei der U20-Weltmeisterschaft der Division II, Gruppe A
- 2020 Second All-Star-Team der State University of New York Athletic Conference der NCAA-Division III